# Stachyridopsis
Stachyridopsis es un género de aves paseriformes perteneciente a la familia Timaliidae.

## Especies
El género tiene las siguientes especies:
- Stachyridopsis rufifrons – timalí frentirrufo;
- Stachyridopsis ruficeps – timalí coronirrojo;
- Stachyridopsis ambigua – timalí de Harington;[3]
- Stachyridopsis chrysaea – timalí dorado;
- Stachyridopsis pyrrhops – timalí barbinegro;
- Stachyridopsis rodolphei – timalí de Deignan.[4]